# Sommet politique de Mpulule
Le Sommet politique de Mpulule (en anglais : Mpulule Political Summit MPS) est un parti politique du Lesotho fondé en 2017 par le pasteur Remaketse Sehlabaka.
Le parti ne participe pas aux élections législatives de 2017 du fait d'un retard d'inscription auprès de la Commission indépendante électorale.

## Résultats électoraux

### Élections législatives
| Année | Voix  | %    | Sièges  | Rang |
| ----- | ----- | ---- | ------- | ---- |
| 2022  | 4 482 | 0,87 | 1 / 120 | 10e  |